# MRD-VP-1/1
MRD-VP-1/1 es el nombre de catálogo del cráneo fósil de un Australopithecus anamensis de 3,8 millones de años (Ma) de antigüedad, descubierto en 2016 por Ali Bereino, un pastor de la tribu de Afar, en la actual Etiopía y descrito por Yohannes Haile-Selassie et al. en 2019.
El cráneo se encuentra casi completo y su atribución a A. anamensis se hizo con base en la «morfología de los caninos, maxilar y hueso temporal». En el mismo estudio en el que se hizo la atribución taxonómica se concluyó que, a raíz de este descubrimiento, las diferencias entre A. anamensis y A. afarensis era mayor de lo que se había creído hasta entonces, y teniendo en cuenta la coexistencia implicaría descartar la anagénesis.